# رادوسلاف أبوستولوف
رادوسلاف أبوستولوف (بالبلغارية: Радослав Апостолов)‏ هو لاعب كرة قدم بلغاري في مركز الوسط، ولد في 7 يونيو 1997 في بلوفديف في بلغاريا. شارك مع منتخب بلغاريا تحت 19 سنة لكرة القدم. أما مع النوادي، فقد لعب مع نادي بوتيف بلوفديف.

## وصلات خارجية
- رادوسلاف أبوستولوف على موقع قاعدة بيانات كرة القدم.إي يو (الإنجليزية)
- رادوسلاف أبوستولوف على موقع Soccerway.com (الإنجليزية)